# Klan Mackintosh
MacKintosh (Mackintosh, McKintosh, MacIntosh, gael. Mac an Tòisich) – szkocki klan góralski, wraz z klanem Macpherson i kilkoma mniejszymi klanami tworzyli federację klanów zwaną klanem Chattan.
Nazwisko Mackintosh  (gael. – Mac-an-Toiseach – syn wodza). Według klanowej tradycji pierwszy wódz Mackintoshów pochodził z rodu Shaw i był młodszym synem Duncana MacDuff, hrabiego Fife z rodu władców Dalriady.